# Ossip Zadkine

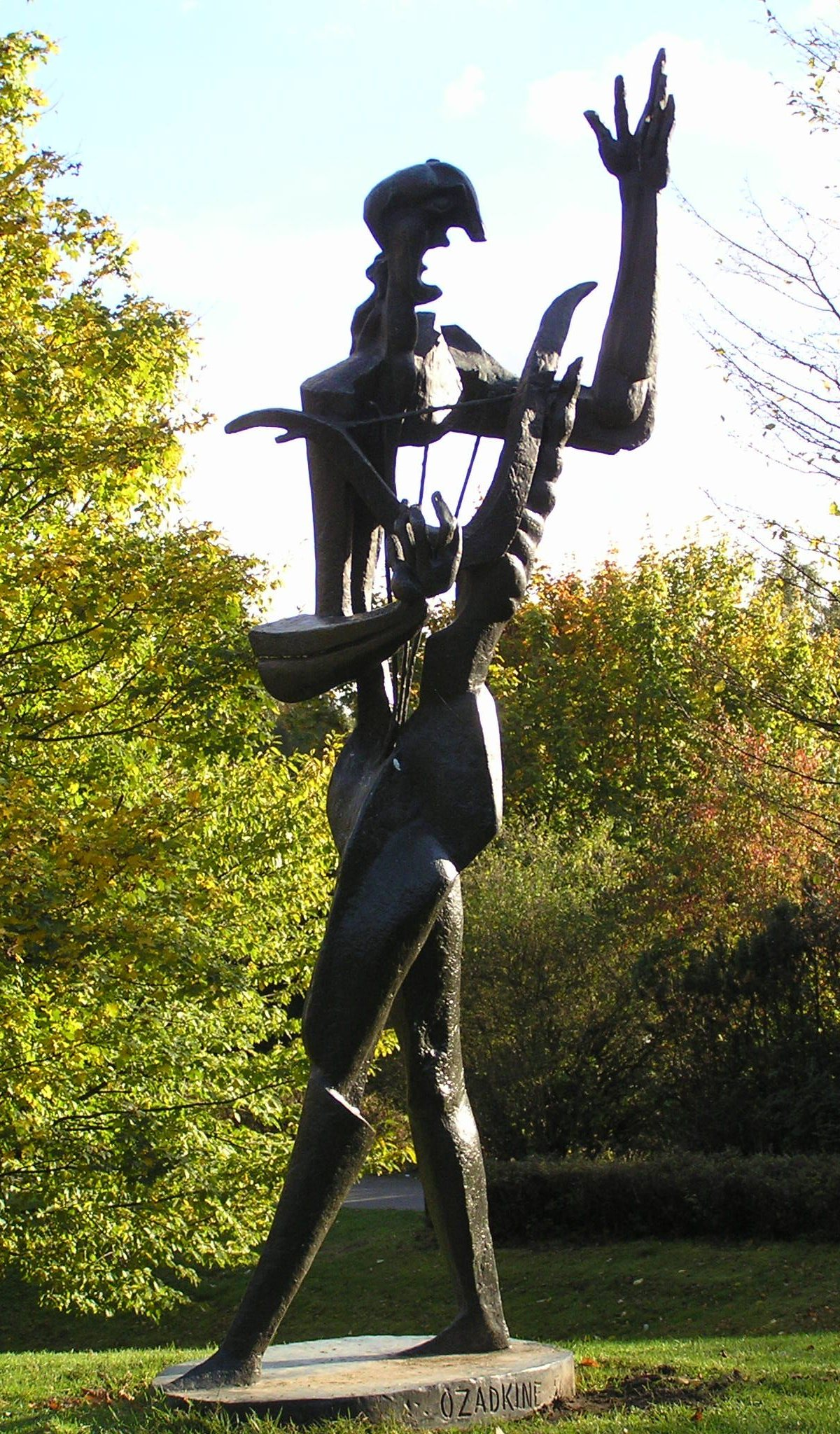
Ossip Zadkine, Großer Orpheus (1956)

Ossip Zadkine, nato Iosel' Aronovič Cadkin (in russo Иосель Аронович Цадкин?) (Vitebsk, 14 luglio 1890 – Neuilly-sur-Seine, 25 novembre 1967), è stato uno scultore russo naturalizzato francese.

## Biografia
Nacque nell'attuale Bielorussia, allora parte dell'Impero russo da padre ebreo e madre di origini scozzesi con il nome di Iosel' Aronovič Čadkin.
Dopo aver frequentato la scuola d'arte di Londra, Zadkine si stabilì a Parigi attorno al 1910. Lì entrò a far parte del movimento cubista (1914-1925). Successivamente sviluppò il suo stile, fortemente influenzato dall'arte africana.
Partecipò alla prima guerra mondiale combattendo tra le file della Legione straniera francese tra il 1916 e il 1917, anno in cui fu congedato.
La sua opera più nota è probabilmente la scultura La città distrutta (1951-1953), una statua commemorativa della distruzione del centro della città olandese di Rotterdam da parte della Luftwaffe tedesca nel 1940.
Scolpì inoltre una statua dedicata a Van Gogh, ubicata in un parco di Auvers sur-Oise.
Nel 1951 vinse il premio per la scultura alla biennale di Venezia ed ebbe una notevole influenza sugli scultori contemporanei dopo la seconda guerra mondiale.
Nel 1962 partecipò, insieme ai più importanti scultori internazionali dell'epoca, alla mostra Sculture nella città organizzata da Giovanni Carandente nell'ambito del V Festival dei Due Mondi a Spoleto. Presentò tre sculture: Orphée del 1949 in gesso patinato, Arlequin hurlant del 1956 in gesso patinato e La poétesse del 1962 in bronzo.
Morì a Parigi nel 1967 ed è sepolto nella Cimitero di Montparnasse.

## Opere
- Ossip Zadkine Ricordi della mia vita Traduzione di Orfeo Tamburi Ed. Ghelfi Verona 1974.